# Зайцегубы
Зайцегубы, или рыбоядные летучие мыши (лат. Noctilio), — род млекопитающих монотипического семейства зайцегубых (Noctilionidae) отряда рукокрылых (Chiroptera). 

## Виды
Названия приведены в соответствии с АИ:
- Noctilio leporinus — Большой зайцегуб (Linnaeus, 1758) Распространение: от южной Мексики (штат Веракрус) до Парагвая, северной Аргентины и юго-восточной Бразилии, а также на Антильских островах, о. Тринидад, южных Багамах.
- Noctilio albiventris — Малый зайцегуб (Desmarest, 1818) Распространение: от Гондураса до Перу и северной Аргентины.

## Общее описание
Летучие мыши среднего размера: длина тела большого зайцегуба 6,5—13,2 см, масса 60—78 г. Волосяной покров низкий. Характерен половой диморфизм окраса: красноватого или ярко-рыжего у самцов и тусклого серовато-коричневого у самок. Брюхо окрашено светлее спины. Посередине спины от затылка до основания хвоста обычно проходит узкая желтовато-белая полоска. Морда вытянутая и заострённая. Носового листка нет. Уши довольно крупные, заострённые, с козелком. Верхняя губа расщеплена, в разрезе видны увеличенные резцы (отсюда и название — зайцегуб). Имеются своеобразные защёчные мешки. Ноздри в виде коротких трубок открываются вперёд и вниз. Хвост заключён в межбедренную перегородку примерно до её половины, его конец на 10-15 мм свободен. Край межбедренной перепонки поддерживает развитая пяточная «шпора» — своеобразный хрящевой вырост, который помогает держать перепонку над водой при охоте зайцегуба на рыб. Пальцы задних ног вооружены длинными и острыми когтями; задние конечности очень длинные, в 1,8-3,9 раза длиннее, чем у большинства летучих мышей. Крылья довольно узкие и длинные, в 2,5 раза превышают длину тела. Зубов 34.
Для рыбоядных летучих мышей характерен похожий на запах рыбы острый запах, который издают кожные железы у них под мышками. Самки, живущие в одной колонии, метят друг друга.

## Образ жизни
Рыбоядные летучие мыши обитают в неотропической зоне Центральной и Южной Америки, от северной Мексики до Парагвая и северной Аргентины. В ископаемом состоянии известны с плейстоцена. Обычно находят дневное убежище неподалёку от воды, включая морское побережье. Noctilio leporinus чаще селятся в трещинах скал, пещерах, Noctilio albiventris — в дуплах и кронах деревьев. В человеческих постройках редки. На ночную охоту вылетают группами по 5-15 особей. Оба вида питаются насекомыми (крупными жуками — усачи, щелкуны, медведки, тараканы), но Noctilio leporinus, кроме того, ловит в пресных водоёмах и в море рыбу, лягушек и ракообразных. Потребление позвоночных возрастает в сухой сезон.
На охоте эти летучие мыши зигзагами летают в 20-50 см над водой и с помощью эхолокации обнаруживают плавающих у поверхности небольших рыб (длиной до 10 см). Рыбе достаточно появиться на поверхности хотя бы на 0,5-1 мм, чтобы летучая мышь её обнаружила. Затем она хватает рыбу острыми когтями задних лап и прячет в защёчном мешке. Межбедренная перепонка для ловли рыбы не используется. В неволе одна летучая мышь за ночь съедает до 30-40 рыбок. Обычно они кормятся по ночам, но иногда зайцегубов можно встретить и днём, охотящимися рядом с пеликанами. Охотничья тактика малого зайцегуба при ловле водных насекомых похожа на тактику большого зайцегуба; этот зверёк способен ловить добычу как на лету, так и подхватывая её с поверхности воды. В неволе малый зайцегуб также может ловить рыбу, однако в природе его рацион почти на 100 % состоит из насекомых.
В целом полёт этих летучих мышей не особенно быстрый и манёвренный, однако мощный. Упав в воду, они способны плавать, гребя крыльями, и даже взлетать с поверхности воды.
Зайцегубы живут группами, состоящими обычно из 1 самца и нескольких самок. Самка зайцегуба приносит 1 детёныша 1 раз в год. Брачный сезон, видимо, продолжается с сентября по январь; беременность длится около 2 месяцев. Самок большого зайцегуба с молодняком встречали с ноября по апрель, малого — только в конце апреля — начале мая. Детёныши голые, с полуоткрытыми глазами и неразвитыми ушами. Молодые зайцегубы начинают летать через 35-44 дня после рождения. Самостоятельными становятся в возрасте 3 месяцев. Продолжительность жизни в природе — 10-12 лет. На зайцегубов охотятся змеи, еноты, какомицли, мелкие кошачьи, хищные птицы.
К редким видам рыбоядные летучие мыши не относятся.